# Fila (filla de Poliorcetes)
Fila (en llatí Phila, en grec antic Φίλα) fou una princesa del Regne de Macedònia.
Era filla de Demetri Poliorcetes, nascuda de la seva unió amb una amant de nom Làmia, segons diu Ateneu de Naucratis (Deipnosophistae, XIII, 577c).